# Hasselt
|  | Aquest article tracta sobre la ciutat d'Hasselt. Vegeu-ne altres significats a «Bisbat d'Hasselt». |

Hasselt és una ciutat de Bèlgica, capital de la província de Limburg, que forma part de la regió flamenca.
El riu Dèmer rega la ciutat. A l'edat mitjana van excavar una desviació d'aquest riu per a omplir els fossats de la fortificació de la ciutat. Avui, aquesta desviació, s'ha cobert.

## Història
Hasselt era una de les Bones Viles germàniques del Principat de Lieja, capital del comtat de Loon. La ciutat fou annexada per França l'any 1795 i integrat al Regne Unit dels Països Baixos el 1815 i després a Bèlgica l'any 1830.

## Transport
L'Autopista A 13 (o E313) (Lieja-Anvers) passa per Hasselt. La ciutat també és propera a altres autopistes de l'Euro-regió Meuse-Rhin.
A la ciutat hi ha 9 línies d'autobusos gratuïts. S'ha calculat que des que la xarxa d'autobusos és gratuïta, s'ha evitat uns 546.000 desplaçaments en cotxe per any. El 2003, la xarxa de busos va transportar 3,7 milions de persones.

## Ensenyament
Hasselt té tres instituts superiors.
És la seu de la Universitat d'Hasselt.

## Evolució demogràfica des de 1806
- Fonts:INS i ajuntament d'Hasselt
- 1977: Annexió de Kermt, Kuringen, Sint-Lambrechts-Herk, Stevoort i Wimmertingen

## Patrimoni i Monuments
- La Catedral de Sant Quintí.
- La Basílica Virga-Jesse.
- El Museu Nacional de la ginebra.
- El Museu Het Stadsmus.
- El Museu de la moda.
- El jardí japonès realitzat amb la col·laboració de la ciutat d'Itami, del Japó, amb la que està agermanada.
- L'Abada d'Herkenrode, a Kuringen.
- El refugi de l'Abadia d'Herkenrode.
- L'aeroport de Kiewit.
- Edificis històrics.
- El Banc Nacional, obra de l'arquitecte Henri van Dievoet.
- El domini natural de Kiewit.
- El Kapermolenpark.
- El centre exterior més gran de skateboard d'Europa.
- El Parc d'atraccions Plopsa Indoor Hasselt.

## Personalitats
- Willy Claes, polític.
- Brecht Evens, autor de còmic.
- Axelle Red, cantant francòfona.
- Stijn Stijnen, futbolista, jugador del FC Bruges
- Max Verstappen, pilot de Formula 1

## Agermanaments
- Detmold
- Sittard-Geleen
- Itami
- Mountain View (Califòrnia)